# Würzelbrunn
Würzelbrunn ist Ortsteil des Marktes Floß im Bezirk Oberpfalz im Landkreis Neustadt an der Waldnaab.

## Geographische Lage
Der Weiler Würzelbrunn liegt ungefähr drei Kilometer südöstlich von Floß an der Straße von Floß nach Waldthurn.

## Geschichte

### 13. bis 16. Jahrhundert
Würzelbrunn (auch: Wetzelsprunn, Wetzleinsprvnn, Wetzleinsprvnne, Wezelbrunn, Welzelsprun, Wezelprun) wurde im niederbayerischen Salbuch aufgeführt.
Seine Bewohner mussten jährlich 3 mutt Korn (Roggen), 9 mutt Hafer Abgaben zahlen.
Dieses Salbuch stammt aus der Zeit zwischen 1269 und 1320.
In diesem Verzeichnis wurden folgende zu Floß gehörigen Ortschaften genannt:
Bergnetsreuth, Boxdorf, Diepoltsreuth, Ellenbach, Gösen, Grafenreuth, Hardt, Haupertsreuth, Kalmreuth, Niedernfloß, Oberndorf, Pauschendorf, Ritzlersreuth, Schlattein, Schönberg, Weikersmühle, Welsenhof, Würnreuth, Würzelbrunn.
Würzelbrunn wurde auch im Böhmischen Salbüchlein genannt.
Seine Bewohner mussten jährlich 3 mutt Korn, 9 mutt Hafer Abgaben zahlen.
Das Böhmische Salbüchlein enthielt Aufzeichnungen aus der Zeit von 1366 bis 1373 für alle Ortschaften, die im oben zitierten niederbayerischen Salbuch genannt wurden und zusätzlich Plankenhammer als hamer zu Mekenhofen.
Würzelbrunn wurde im Salbuch von 1416/1440 verzeichnet.
Es wurden die folgenden 6 Bauernfamilien in Würzelbrunn genannt: Frännzel, Hannß, Krauß, Kainz Baur, Vlerich Krauß, Burger.
Als Scharwerkdienste mussten sie ackern, holzrücken, hauen, düngen, Mist laden wenn darum gebeten wurde.
Die Abgaben für die 6 Bauernhöfe zusammen betrugen im Jahr 6 Achtl Korn, 24 Achtl Hafer, 24 Käse, 180 Eier, 2 Napf Öl, 6 Hühner.
Bargeld musste von den 6 Bauern zusammen zu Walburgi und zu Michelstag 4 Pfund 4 Schilling gezahlt werden.
Dieses Salbuch, mit Informationen über die zu Floß gehörenden Ortschaften stammt aus der Zeit 1416 bis 1440.
In ihm erschienen folgende zu Floß gehörende Ortschaften, wie in den beiden älteren Salbüchern:
Bergnetsreuth, Boxdorf, Diepoltsreuth, Ellenbach, Gösen, Grafenreuth, Hardt, Haupertsreuth, Niedernfloß, Oberndorf, Pauschendorf, Ritzlersreuth, Schlattein, Schönberg, Welsenhof, Würnreuth, Würzelbrunn.
Es fehlten: Kalmreuth, Plankenhammer, Weikersmühle.
Hinzu kamen: Fehrsdorf, Gailertsreuth, Konradsreuth, Meierhof, Wilkershof.
Adolf Wolfgang Schuster
In einem Verzeichnis der Mannschaften um das Jahr 1559 wurden die folgenden zu Floß gehörigen Ortschaften aufgeführt:
Bergnetsreuth, Boxdorf, Diebersreuth, Diepoltsreuth, Ellenbach, Fehrsdorf, Gailertsreuth, Gösen, Grafenreuth, Hardt, Haupertsreuth, Höfen, Konradsreuth, Meierhof, Niedernfloß, Oberndorf, Pauschendorf, Plankenhammer, Ritzlersreuth, Schnepfenhof, Schönberg, Steinfrankenreuth, Weikersmühle, Welsenhof, Wilkershof, Würnreuth, Würzelbrunn.
Für Würzelbrunn wurden 6 Mannschaften verzeichnet:
Jacob Mülhover, Michell Zanner, Hanns Sperll, Erhardtt Peer, Hanns Pühler, Niclas Vicker.

### 17. Jahrhundert
Während des Dreißigjährigen Krieges zogen in den Jahren 1620 und 1621 die Mansfeldischen Soldaten durch Würzelbrunn.
Dabei raubten sie den Bauern Geld, Vieh, Getreide, Lebensmittel, Kleidung, Wäsche, Betten, kupferne Pfannen und Töpfe, Werkzeuge, Waffen usw., fischten die Weiher ab und verbrannten und zerstörten die Bauernhöfe.
An Vieh wurde in Würzelbrunn geraubt 6 Pferde, 7 Ochsen, 16 Kühe, 9 Jungrinder, 14 Schweine, 84 Schafe, 28 Lämmer, 7 Ziegen.
Eine Schadensaufstellung für Würzelbrunn aus dem Jahr 1621 ergab einen Schaden von insgesamt 1077 Gulden und 59 Kreuzer.
Im Hof der Friedrichsburg in Vohenstrauß fand 1650 die Erbhuldigung gegenüber Pfalzgraf von Pfalz-Sulzbach Christian August statt.
Würzelbrunn erscheint auf der Huldigungsliste mit den 6 Hofbesitzern:
Adam Minchmeyher, Michael Beer der älder, Hannß Lang, Partl Fraaß, Michael Beer der Jüngere, Linhardt Fickher.
Im Jahr 1652 wird Würzelbrunn beschrieben mit 6 Halbhöfen.
Seine Einwohner zu dieser Zeit waren 6 Ehepaare mit 16 Kindern.
Das Vieh bestand aus 12 Ochsen, 9 Kühen, 7 Jungrinder, 5 Schweine, 1 Ziege.

### 18. Jahrhundert bis Gegenwart
Eine Beschreibung des Fürstlichen Pflegamtes Floßerbürg aus dem Jahr 1704 verzeichnete für Würzelbrunn 6 Mannschaften, 1 Hintersassen, 1 Hof.
In einer historisch-statistischen Beschreibung des Pflegamtes Floß von 1794 wurden aufgeführt für Würzelbrunn 6 Bauern, 1 Hirt, insgesamt 58 Einwohner.
Um 1800 hatte Würzelbrunn 7 Häuser und 52 Einwohner.
Würzelbrunn gehörte zum Steuerdistrikt und zur Ruralgemeinde Schönbrunn, die Anfang des 19. Jahrhunderts gebildet worden waren.
Zum Steuerdistrikt Schönbrunn gehörten außer Schönbrunn noch die Dörfer Hardt und Haupertsreuth und der Weiler Würzelbrunn.
Der Steuerdistrikt Schönbrunn hatte insgesamt 241 Einwohner und 34 Wohngebäude.
Die Landgemeinde Schönbrunn bestand aus den Dörfern Schönbrunn, Boxdorf, Hardt und Haupertsreuth und den Weilern Kühbach und Würzelbrunn.
Die Ortschaft Würzelbrunn hatte 1817 49 Einwohner und 7 Wohngebäude, 1861 57 Einwohner und 1961 36 Einwohner und 8 Wohngebäude.
Am 1. Januar 1972 wurde die Gemeinde Schönbrunn und damit auch Würzelbrunn in den Markt Floß eingegliedert.

## Hausnamen in Würzelbrunn
- Bärnhof: Würzelbrunn 2, in diesem Hof wohnte von 1666 bis 1882 das Geschlecht Bär (Beer)
- Frasenhof: Würzelbrunn 3, vor 1730 wohnte hier ein Besitzer namens Fras.[20]